# Ludovico Gallina
Ludovico Gallina, auch Lodovico (* 25. August 1752 in Brescia; † 4. Januar 1787 in Venedig), war ein italienischer Maler, der vor allem in und um Brescia, aber auch in Venedig wirkte.

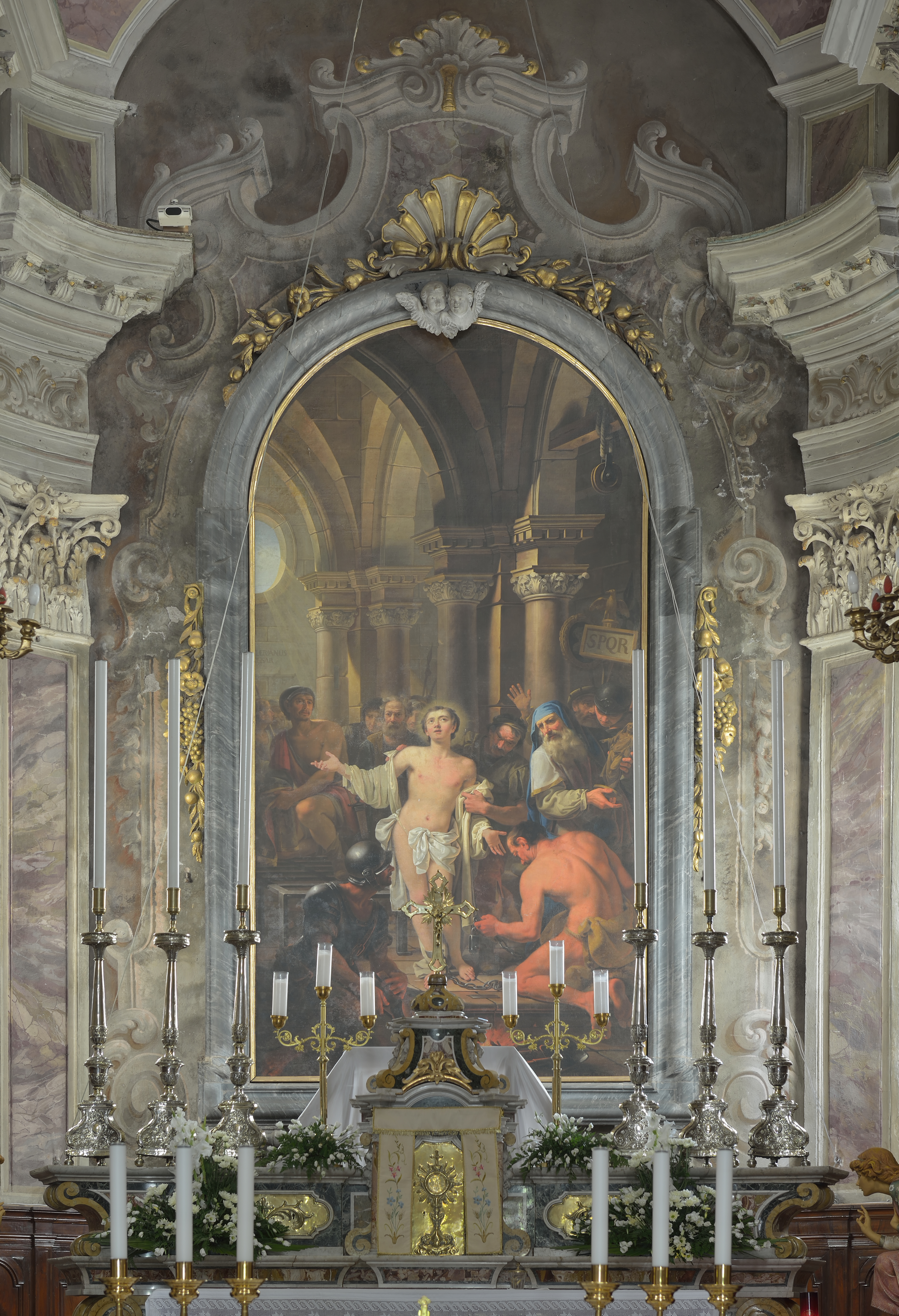
Martirio di San Lorenzo, Kirche San Lorenzo

## Leben
Lodovico Gallina wurde als fünftes Kind in die sehr einfache Familie des Giacomo Antonio und der Oliva Tamagna geboren. Dennoch wurde er in die Werkstatt des Antonio Dusi durch die Empfehlung der Filippini der Kirche Santa Maria della Pace aufgenommen. Binnen anderthalb Jahren adaptierte er den dort vorherrschenden Stil, wobei ihn dort vor allem Sante Cattaneo beeinflusste.
1770 wurde er Francesco Zugnos Obhut anvertraut, der ihn an die Accademia di Venezia vermittelte, um seine Ausbildung abzuschließen. Bereits wenige Monate später nahm er an einem der dortigen Wettbewerbe teil. Den Wettbewerb des Jahres 1772 gewann er sogar.
Er wurde zum Kurator der Sammlung Farsetti, dann lernte er wieder bei Domenico Maggiotto. 1774 trat er mit einer Kopie in Chiaroscuro des Tizianwerks Johannes der Täufer hervor. 

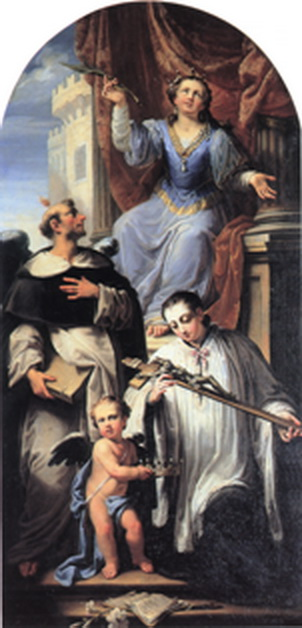
Santa Barbara, san Vincenzo Ferrer e San Luigi Gonzaga, Chiesa di San Lio zu Venedig

1775 erhielt er den ersten größeren Auftrag, denn er sollte das Retabel der Kirche von Acquafredda I Santi Ignazio di Loyola e Filippo Neri che adorano la Vergine malen, einer Gemeinde, die sich im Brescianer Gebiet befand. Im Herbst 1776 erkrankte er und kehrte nach Brescia zurück, wo nach seiner Gesundung fünf weitere Gemälde entstanden.
Wieder in Venedig begann für ihn eine mehrjährige, kontinuierliche Schaffensphase bis kurz vor seinem frühen Tod. In dieser Zeit schuf er eine Reihe weiterer Altaraufsätze, sowohl in Venedig, als auch in verschiedenen Gemeinden des Bresciano. Dabei wurden seine Werke farbiger und leuchtender, seine Kompositionen noch theatralischer.
Daneben wurde er ein gefragter Porträtmaler, wobei er die meisten der Porträtierten in offizieller, formeller Kleidung darstellte, mit einem überaus starken Akzent auf die entsprechenden Symbole und repräsentativen Kleidungsstücke.
1784 wurde er, gemeinsam mit Francesco Guardi, in die venezianische Accademia aufgenommen, deren Mitglied er bis zu seinem Tod blieb, der ihn durch die Tuberkulose ereilte. Neben seiner Familie wurde sein Schüler Pietro Tantini zum Haupterben, da Gallina kein Testament aufgesetzt hatte.

## Hauptwerke
- Disputa di Gesù al tempio, 1777 – Kirche Santo Stefano, Bedizzole
- Vergine Assunta e santi Pietro e Paolo, 1781 – Kirche Santi Pietro e Paolo, Castrezzato
- San Giorgio e il drago, 1782 – Kirche San Giorgio, Capriolo
- Martirio di santa Cristina, 1782 – Kirche San Silvestro, Calvisano
- Assunzione della Vergine, Apoteosi e Martirio dei santi Cornelio e Cipriano, Profanatori del tempio, Fresken – Kirche Santi Cornelio e Cipriano, Artogne
- Legione tebea und Gloria di san Maurizio – Kirche San Maurizio, Breno
- Il Golgota, Fertigstellung durch Pietro Tantini – Basilika San Lorenzo, Verolanuova

Zu diesen Retabeln und Fresken kommen vor allem Porträts, wie von Francesco Pisani, Almorò III. Pisani, Paolina Gambara, Alvise Pisani, Francesco Pisani, Elena Pisani, Elisabetta Pisani, Marina Pisani, Giustiniana Pisani, dann Werke in der Villa Angarano, Bassano del Grappa
- Il doge Paolo Renier, 1779 – Musei civici agli Eremitani, Padua
- Il doge Paolo Renier, Büste, 1779 – Museo Correr, Venedig
- Il procuratore Giovanni Francesco Querini, 1779 – Fondazione Querini Stampalia, Venedig
- Giovane gentiluomo – Pinacoteca Tosio Martinengo, Brescia
- Il cardinale Ludovico Calini, 1781 – Cattedrale di Santa Maria Assunta, Brescia